# 에이미 칼슨
에이미 칼슨(영어: Amy Lynn Carlson, 1968년 7월 7일 ~ )은 미국의 배우이다.

## 출연 작품

### 영화
- 분노의 유산 (1992, Legacy of Lies)
- 베이브 (1992)
- Everything Put Together (2000)
- 더 월 2 (2000, If These Walls Could Talk 2)
- 아나모프 (2007, Anamorph)
- 그린 랜턴: 반지의 선택 (2011)
- 투 빅 투 페일 (2011, Too Big to Fail)
- 내추럴 셀렉션 (2016, Natural Selection)
- The Landline (2017)
- 브레드 팩토리 - 파트 원 (2018, A Bread Factory)

### 텔레비전
- 시카고 특별수사대 (1993-94, The Untouchables)
- 겟 리얼 (1999)
- 뉴욕경찰 24시 (2000)
- CSI: 과학수사대 (2000)
- 서드 워치 (2000-03)
- ER (2002)
- 로앤오더: 성범죄 전담반 (2002, 2024)
- 로앤오더: 범죄 전담반 (2004)
- 로앤오더: 배심원 재판 (2005-06)
- NCIS (2007)
- 크리미널 마인드 (2008)
- 프린지 (2010)
- 블루 블러드 (2010-17)
- 더 소사이어티 (2019)
- FBI: 모스트 원티드 (2020)